# حجيفات (حبيش)

تعديل مصدري - تعديل

حجيفات محلة تابعة لقرية الجيرة، التابعة لعزلة بني معين بمديرية حبيش إحدى مديريات محافظة إب في الجمهورية اليمنية، بلغ تعداد سكانها 77 حسب تعداد اليمن لعام 2004.